# イ・ホジョン (女優)
イ・ホジュン（이호정、Lee Ho-jung、1997年1月20日 - ）は、韓国のモデル、女優。韓林演芸芸術高等学校ファッションモデル科卒業。

## 人物・来歴
2012年、ファッションブランド『FUBU』の創立記念パーティーのCMに出演しデビュー。数多くのアーティストのミュージックビデオに出演し、雑誌VOGUEやELLEでモデル活動をするなど10代にしてトップモデルとなる。
2015年5月、YG KPLUSに移籍。
2016年、ドラマ『麗＜レイ＞～花萌ゆる8人の皇子たち～』にカメオ出演し、『不夜城』で本格的に女優としてのキャリアをスタートさせる。

## 出演

### ドラマ
- 麗＜レイ＞～花萌ゆる8人の皇子たち～（朝鮮語版）（2016年、SBS）  - エラ 役
- 不夜城（朝鮮語版）（2016年、MBC)　- ソン・マリ 役
- 仮面の秘密（朝鮮語版）  - イ・ヒョンス 役
- わかっていても（2021年、JTBC） - ユン・ソル 役
- ムービング（朝鮮語版）（2023年、Disney+） - ヤン・セウン 役
- 剣の詩（朝鮮語版）（2023年、Netflix） - オンニョニ 役

### 映画
- ミッドナイト・ランナー（2017年） - イ・ユンジョン 役
- 長沙里9.15（2019年） - ムン・ジョンニョ 役
- 顔のないボス（朝鮮語版）（2019年） - シン・ミヨン 役
- 人質（朝鮮語版）（2020年） - 大人になったヘウォン 役

### ミュージックビデオ
- キム・ヒョンジュン「Sorry I'm Sorry」（2012年）
- K.Will「You Don’t Know Love」（2013年）
- LYn「BACKHUG」（2014年）
- LYn「Miss you...Crying」（2014年）
- TEEN TOP「Missing」（2014年）
- シン・ジス「Hey Jude」（2015年）
- BIGBANG「LET'S NOT FALL IN LOVE」（2015年）
- ジコ「'I Am You, You Are Me'」（2016年）
- URBAN ZAKAPA「I Don't Love You」（2016年）
- Bracelet「Breakaway」（2016年）
- MY Q「Pretty」（2017年）
- BYUL「Leaves」（2017年）